# 张婧
张婧（1996年6月16日—），福建龙岩人，中国女子水球运动员，亦為中國國家女子水球隊成員。

## 簡歷
2016年，张婧代表中国出戰巴西里约热内卢舉行的奥林匹克运动会女子水球比賽。中国队最終获得第七名。2021年7月，入选2020年夏季奥林匹克运动会中国代表团。